# Vladslo
Vladslo (volksmond: Vlazjele) is een dorp in de Belgische provincie West-Vlaanderen. Het is sinds 1977 een deelgemeente van de stad Diksmuide. Vladslo heeft een oppervlakte van 17,33 km2 en een inwoneraantal van ruim 1200 mensen.

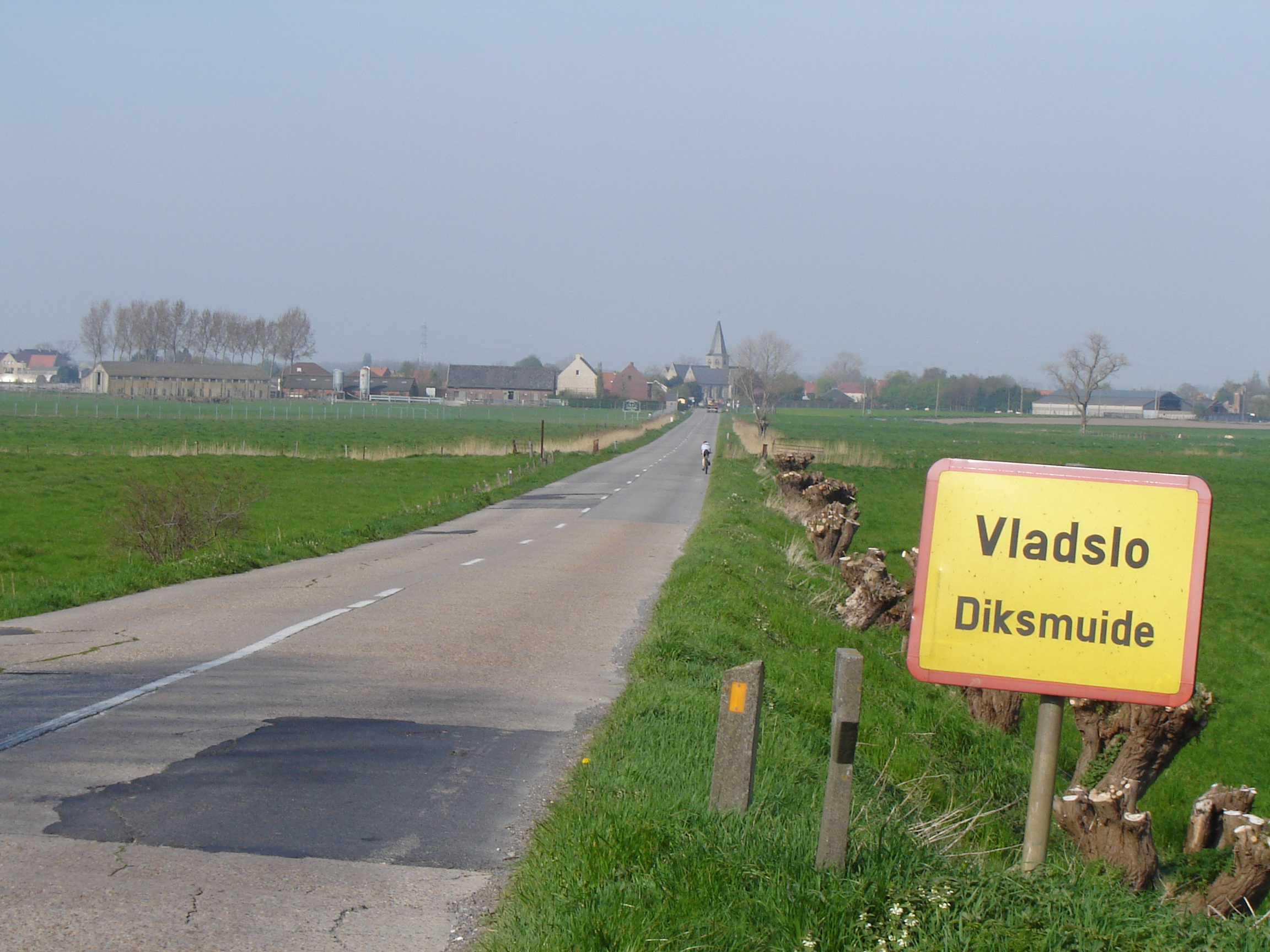
Uitzicht op Vladslo - Vladslostraat

## Geschiedenis
Reeds in 991 zou er een romaanse kerk gebouwd zijn in Vladslo. Deze kerk of kapel was waarschijnlijk bezit van de edelman Eilbodo. Het was gebruikelijk dat rijkere edelen zelf een eigen kapel bouwden die later de functie van parochiekerk aannam. Vladslo als parochie wordt voor het eerst vermeld in het jaar 992 als 'Flordeslo' wanneer het door bisschop Radbod van Noyon-Doornik onder het patronaat gesteld wordt van de Sint-Pietersabdij te Gent. "Frordeslo" zou etymologisch afgeleid zijn van het Germaanse "Frawaraedas lauka" wat betekent ‘(loof)bosje op hoge zandgrond'. Uit de moederparochie van Vladslo groeien later de parochies Leke (minimaal in 1145), Keiem (precieze datum onbekend), Beerst (eerste vermelding als parochie in 1161), Stuivekenskerke (eerste vermelding in 1219) (fusiegemeente Diksmuide) en Schore (Middelkerke). Ook wanneer eenmaal de bijkapellen afgescheiden zijn als onafhankelijke parochies blijft Vladslo een belangrijke parochie (cf. omvang van het tiende in 1330 door de parochie te betalen aan de Franse koning). Vanaf de eerste helft van de 11de eeuw (1035) tot het midden van de 15de eeuw hebben de heren van Eine de heerlijkheid Vladslo (of een groot deel ervan) in handen, aldus is er sprake van de heren van Eine, Oudenburg en Vladslo. Nadien ging het over naar het graafschap Middelburg.

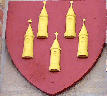
Vladslo en 4 parochiestichtingen

Vanaf 1119 vormen Beerst, Leke, Keiem (Diksmuide), Schore (Middelkerke) en Vladslo (in 1119 vermeld als “Flardeslo”) het zogenaamde Vladslo-Ambacht binnen het Westkwartier van de kasselrij van het Brugse Vrije. De vijf torens in het huidig gemeentewapen van Vladslo verwijzen naar deze vijf parochies. Het ammanschap van het ambacht komt toe aan de heren van heerlijkheid "Ter Heyde".
In 1161 komt een ‘heer van Vladslo’ in een schenkingsakte als getuige voor. In 1167 ondertekent Walter II van Eine (gestorven in 1168 of 1176), ook heer van Oudenburg en Vladslo, mee een vrede tussen Filips, graaf van Vlaanderen, en Florent (of Floris), graaf van Holland. Na de dood van Walter II - zonder wettige erfgenamen - worden de erfenisrechten van de heerlijkheid Vladslo of Vladslohove ingepalmd door de graaf van Vlaanderen. Hierdoor wordt de heerlijkheid opgesplitst - wellicht om de macht van de plaatselijke heren te breken - in een deel dat toekomt aan de heren van Wavrin en een deel dat toekomt aan de heren van Landas-Eine (deze heren krijgen ook de heerlijkheid Eine). Uit dit laatste deel zal minimaal in de 15de eeuw de kasteelsite “Ter Heyde” ontstaan.
De eerste vermelding van de kasteelsite "Ter Heyde" is in 1450, ontstaan uit een opperhof-nederhofstructuur opgetrokken op een motte. Of deze site het centrum vormde van de heerlijkheid "Ter Heyde" is er geen zekerheid.
In 1808 wordt een spinschool opgericht door drie zusters uit Lichtervelde. Ze geven onderricht aan de dorpskinderen in het spinnen van vlas en het kantklossen. Het spinnen van vlas was een typisch kenmerk voor de Vlaamse boer die met de inkomsten hiervan zijn kleine boereninkomsten kon verhogen tot een minimuminkomen. Deze levensvorm die ook wel 'commerciële overlevingseconomie' wordt genoemd bleef zeer lang standhouden, tot zelfs een eind in de 19de eeuw wanneer er een crisis in de vlasverwerking plaatsvond en er een algemene armoede ontstond die aanleiding gaf tot grote volksverhuizingen naar de steden. Ook in Vladslo is er een bevolkingsdaling te merken na 1849.
In 1830 schenkt de pastoor een huis aan de spinschool. In 1832 wordt de school omgevormd tot een klooster. Na verloop van tijd komt er een lagere school en een kleuterschool tot stand. In 1865 nemen de zusters de regels van de H. Vincentius à Paulo over (in 1954 naamsverandering naar “de Zusters van het Onbevlekt Hart van Maria”) (cf. straatinleiding Beerststraat).
In 1849 wordt een gemeenteschool opgericht in een huis aan de Mariastraat. Na de schoolstrijd (1879-1884) wordt een school gebouwd in de wijk “Troetelare” aan de Werkenstraat. Nog in 1849 wordt een bejaardentehuis in de Beerststraat gebouwd, waarvan in 1894 één verdieping wordt ingericht als gemeentehuis in 1912. Bij de afbraak van het bejaardentehuis moest men opnieuw op zoek naar een vergaderplaats voor de gemeenteraad. Het gemeentehuis zou overgebracht zijn naar een pand aan de toenmalige Werkenstraat (op de plaats waar na de Eerste Wereldoorlog het huidige Vladsloplein aangelegd wordt).

## Oorlogsperiode
Tijdens Wereldoorlog I werd Vladslo volledig in puin gelegd. Na het ingraven van beide partijen lag de stad Diksmuide midden op de frontlinie. Vladslo ligt ten oosten hiervan en lag dus in Duits bezet gebied. In tegenstelling tot bijvoorbeeld het buurdorp Beerst, lag Vladslo juist buiten het bereik van het dagelijkse oorlogsgeweld. De Duitse troepen kwamen daarom uitrusten in Vladslo. In het Praetbos, waar nu het Duits Militair Kerkhof ligt, was een Duits hospitaal en een kampement voor de vermoeide en gewonde troepen. Er was ook een Duits "OfficiersKasino" wat een café was voor de officieren. Dit gebouw staat er nog steeds en doet vandaag dienst als woning.

## Geografie
Vladslo ligt op de overgang van de kustpolders en Zandig Vlaanderen, op een hoogte van ongeveer 5 meter. De Vallei van de Handzame is de verst van zee gelegen landinwaartse kustpolder in België. Tot de indijking en het reduceren van de getijwerking, was dit een zeer dynamisch gebied. De vallei was dan ook relatief moeilijk toegankelijk. Het is dan ook logisch dat Vladslo zijn parochiestichtingen voornamelijk in noordelijke richting deed en het dorp Esen dat aan de andere kant van de vallei ligt, dit voornamelijk in zuidelijke richting deed. Vandaag wordt de Handzamevallei getypeerd door weilanden die voornamelijk tijdens de winterperiode blank staan bij grote neerslag. Door de verschillende geomorfologische processen, is het gebied niet vlak zoals het op het eerste gezicht lijkt, maar kent het een typisch microreliëf.
Zowel de Vallei van de Handzamevaart in het zuiden, als Koekelarebos, Praatbos en kasteeldomein Ter Heyde in het oosten, zijn beschermde historische landschappen (ankerplaatsen).

## Bezienswaardigheden
- De Sint-Martinuskerk heeft een romaanse vieringtoren uit de 15de eeuw. Na beschadigingen in de Eerste Wereldoorlog werd de kerk heropgebouwd.
- Kerkhof van Vladslo.
- In het Praatbos ligt het Deutscher Soldatenfriedhof Vladslo, een Duitse militaire begraafplaats waar meer dan 25.000 gesneuvelden uit de Eerste Wereldoorlog rusten. Hier staan de stenen beelden van het treurende ouderpaar, gemaakt door de Berlijnse kunstenares Käthe Kollwitz voor haar 17-jarige zoon Peter, die op 23 oktober 1914 in het naburige Esen sneuvelde. De begraafplaats wordt door Willem Vermandere bezongen in zijn lied "Vladslo". Opvallend verder is dat er op het kerkhof een admiraal begraven ligt.
- Het kloostergebouw tevens bezinningsoord "De zusters van het Onbevlekt Hart van Maria" met aanpalend de kleuterschool en de lagere school.
- Kasteel Ter Heyde met omliggende bossen.
- gerenoveerd marktplein met modern uitgeruste ontmoetingsplaats "De Zwaan" en het gerenoveerde gemeentehuis, waar er vroeger les werd gegeven.

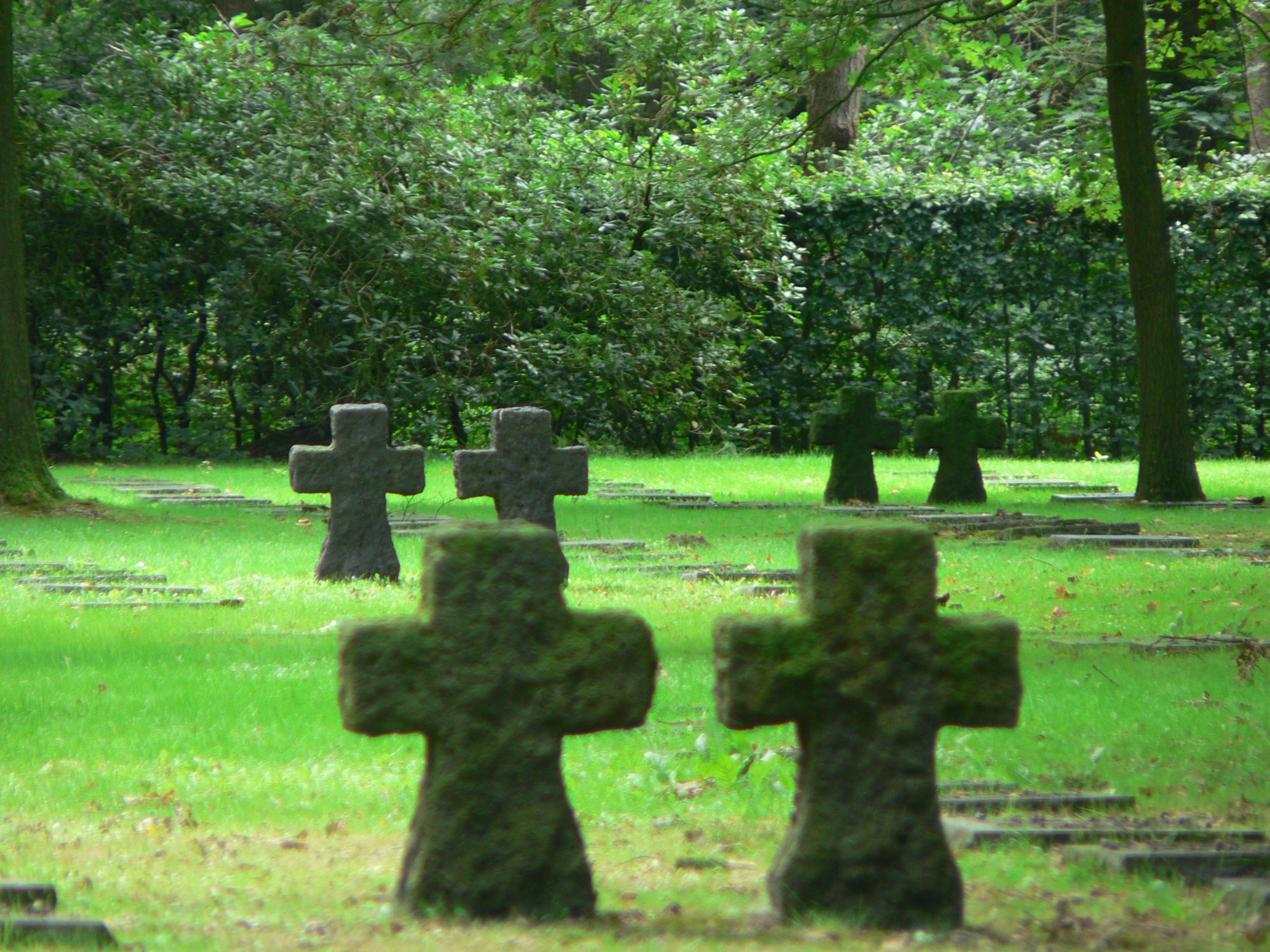
Oorlogskerkhof te Vladslo
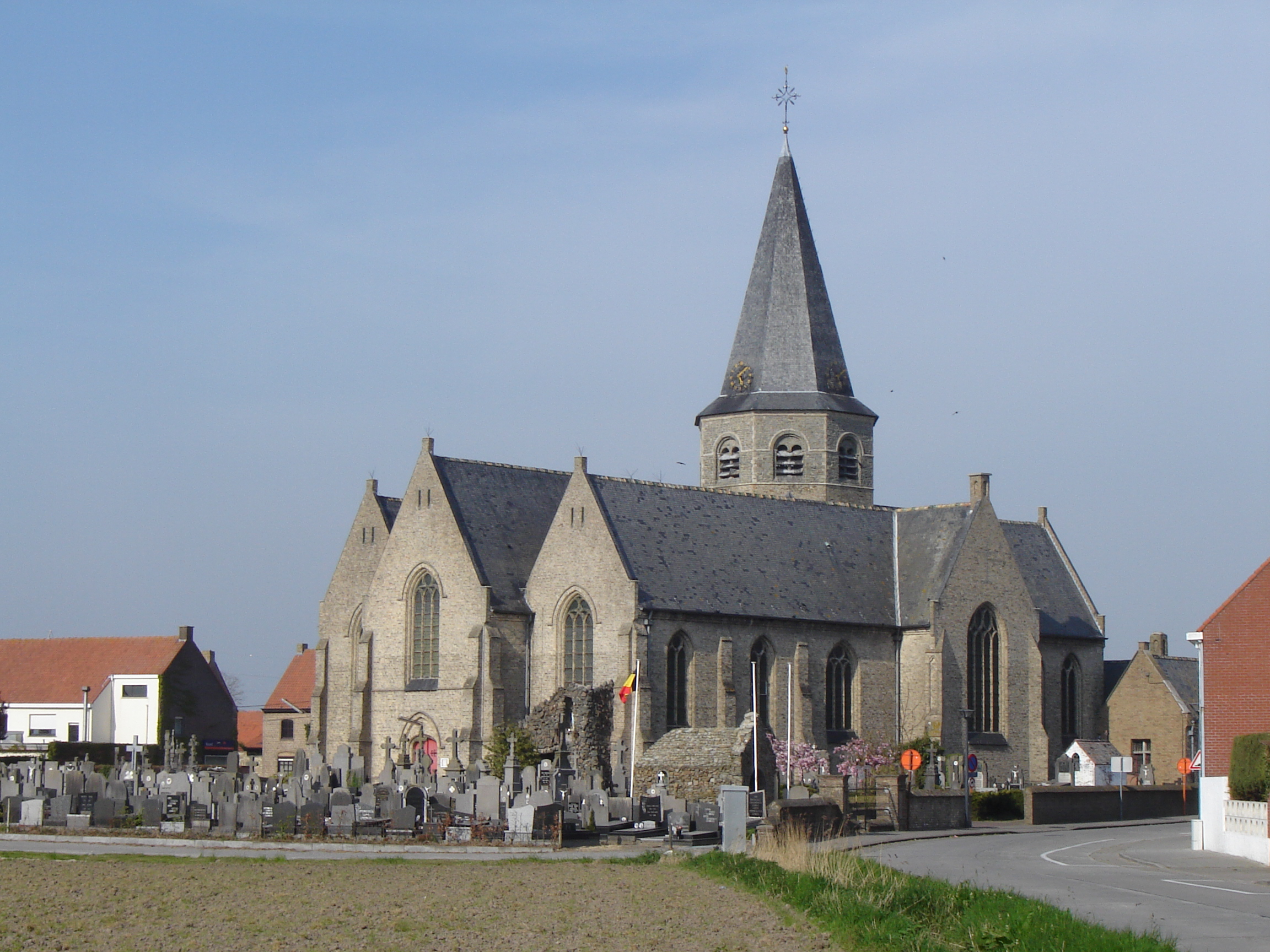
Sint-Martinuskerk

## Evenementen
Elke tweede zondag van september vindt in Vladslo de kermis plaats op het dorpsplein en de week erna de grote rommelmarkt die het volledige dorp verkeersvrij maakt.

## Film
Tijdens de maand maart 2013 werden er opnames gedaan rondom de Handzamevaart voor de Vlaamse Wereldoorlog I serie 'In Vlaamse Velden' met o.a. Wim Opbrouck, Barbara Sarafian en Wietse Tanghe in de hoofdrollen. De Handzamevaart wordt in de serie voorgesteld als de rivier de IJzer tijdens Wereldoorlog I.

## Sport
Sinds de jaren 70 speelde in het dorp voetbalclub VV Vladslo op terreinen gelegen aan de Kortewildestraat, juist buiten het centrum. De club was aangesloten bij de KBVB en, behalve een korte periode in Derde Provinciale, was deze club een vaste waarde in Vierde Provinciale. In 2011 ging de club in een fusie met VV Leke uit het naburige dorp Leke op in VV Leke-Vladslo.

## Demografische evolutie
Bronnen: NIS - Opm:1831 t/m 1970=volkstellingen, 1976= inwoneraantal op 31 december

## Politiek

### Burgemeesters (tot 1977)
Emile-Victor de Crombrugghe: tot september 1878.
- Henri Riviere
- Charles Depuydt
- Frederik de Crombrugghe de Picquendaele
- Ch. Zwaenepoel
- M. Joye
- Jules Maertens
- Luciaan Velle
- C. Vanhulle
- Oscar Steen
- Marcel Decoster

## Religieuzen
In Vladslo waren volgende kloostergemeenschappen werkzaam:
- 1857-1954: congregatie van de zusters van de H. Vincentius
- 1955-1956: congregatie van de zusters HH.-Harten van Jezus en Maria
- 1956-heden: congregatie van de zusters van het Onbevlekte Hart van Maria

## Nabijgelegen kernen
Beerst, Esen, Werken, Bovekerke

## Bron
- Inventaris Onroerend Erfgoed

Deelgemeenten: Beerst · Diksmuide · Esen · Kaaskerke · Keiem · Lampernisse · Leke · Nieuwkapelle · Oostkerke · Oudekapelle · Pervijze · Sint-Jacobskapelle · Stuivekenskerke · Vladslo · Woumen

Belgische gemeenten · Arrondissement Diksmuide · West-Vlaanderen · Vlaanderen